# Halowe Mistrzostwa Europy w Lekkoatletyce 1976 – skok o tyczce mężczyzn
Skok o tyczce mężczyzn – jedna z konkurencji technicznych rozgrywanych podczas halowych lekkoatletycznych mistrzostw Europy w Olympiahalle w Monachium. Rozegrano od razu finał 21 lutego 1976. Zwyciężył reprezentant Związku Radzieckiego Jurij Prochorenko. Tytułu zdobytego na poprzednich mistrzostwach nie obronił Antti Kalliomäki z Finlandii, który tym razem zdobył srebrny medal.

## Rezultaty
Rozegrano od razu finał, w którym wzięło udział 13 skoczków.

Opracowano na podstawie materiału źródłowego.
| Miejsce | Zawodnik            | Wynik | Uwagi |
| ------- | ------------------- | ----- | ----- |
| 1       | Jurij Prochorenko   | 5,45  | CR    |
| 2       | Antti Kalliomäki    | 5,40  |       |
| 3       | Renato Dionisi      | 5,30  |       |
| 4       | Günther Lohre       | 5,20  |       |
| 5       | Wolfgang Mohr       |       |       |
| 6       | François Tracanelli | 5,10  |       |
| 7       | Dimitrios Kyteas    | 5,10  |       |
| 8       | Wiesław Szkolnicki  | 5,00  |       |
| 9       | Kjell Isaksson      | 5,00  |       |
| 10      | Romuald Murawski    | 5,00  |       |
| 11      | Mariusz Klimczyk    | 4,90  |       |
| –       | Jurij Isakow        | NM    |       |
| –       | Władimir Kiszkun    | NM    |       |